# Karnáujivka (Dnipropetrovsk)
Karnáujivka (en ucraniano: Карнаухівка) es un pueblo ucraniano perteneciente al óblast de Dnipropetrovsk. Situado en el centro del país, es parte del raión de Kamianské y del municipio (hromada) de Kamianské.

## Toponimia
El nombre del lugar en ruso es Karnáujovka (en ruso: Карнауховка). 

## Geografía
Karnáujivka se encuentra en la margen derecha del río Dniéper, a unos 5 km al sureste de Kamianské.   

## Historia
Karnáujivka fue fundado en 1737 dentro de la gobernación de Yekaterinoslav. El pueblo recibió estatus de asentamiento de tipo urbano desde 1938.   
Durante la Segunda Guerra Mundial, una unidad soviética obligó a cruzar el Dniéper cerca de Karnáujivka para atraer allí a las tropas alemanas, que permitió que el grueso de las fuerzas soviéticas cruzara el Dniéper en Auli, unos kilómetros más al oeste.   
Karnáujivka fue parte del municipio de Kamianské hasta 2020, año en el que se hizo una reforma administrativa que redujo el número de raiones del óblast de Dnipropetrovsk a siete, y la ciudad pasó a ser parte del raión de Kamianské.En 2023, la localidad perdió el estatus de asentamiento de tipo urbano debido a la eliminación de este estatus administrativo.

## Demografía
La evolución de la población de Karnáujivka entre 1859 y 2022 fue la siguiente:
| 1013                                                          | 1393 | 2226 | 7611 | 8652 | 8186 | 6993 | 6468 | 6597 | 6607 | 5628 | 6600 |
| (Fuente: Cities & Towns of Ukraine y UKRAINE: Größere Städte) |      |      |      |      |      |      |      |      |      |      |      |

Según el censo de 2001, la lengua materna de la mayoría de los habitantes, el 89,26%, es el ucraniano; del 9,58% es el ruso.

## Economía
El complejo químico DniproAzot, que extiende sus instalaciones a lo largo de casi 5 kilómetros entre Karnáujivka y Kamianské, es la base de la economía local.

## Infraestructura

### Transporte
El ferrocarril que conecta Dnipró y Kamianské con otras conexiones a Krivói Rog cruza Karnáujivka. Por Karnáujivka pasa la autopista N 08.